# Єщенко Наталія Олександрівна
Наталія Олександрівна Є́щенко (20 березня 1926, Харків — 9 червня 2015, Харків) — українська піаністка, педагог, професор з 1981 року. Заслужений діяч мистецтв УРСР з 1970 року.

## Біографія
Народилася 20 березня 1926 року в Харкові. Дочка Олександра, сестра Марії Єщенків. Брала участь у Другій світовій війні. 1947 року закінчила Харківську консерваторію (клас М. Хазановського), у 1954 році аспірантуру при Московській консерваторії (керівник С. Фейнберґ).
1947–2006 викладала у Харківському університеті мистецтв. Водночас від 1947 року — солістка Харківської філармонії.
Серед учнів — І. Гайденко, Т. Ляшенко, Т. Маслова, Л. Радомська, М. Фісун.

## Творчість
У репертуарі — 12 етюдів Ф. Ліста, 24 прелюдії С. Рахманінова, монографічні програми з творів В.-А. Моцарта, Л. ван Бетховена, Ф. Шуберта, Ф. Шопена. Широко представлена творчість українських композиторів — М. Лисенка, В. Косенка, Л. Ревуцького, М. Тіца, О. Жука та інших. Виступала також у симфонічних концертах. Гастролі містами України, Росії, Польщі. Має фондові записи на Українському радіо.